# Lennart Sacrédeus
Lennart Sacrédeus este un om politic suedez, membru al Parlamentului European în perioada 1999-2004 din partea Suediei. 
1. 1 2 3 4  Sacredeus, Lennart, Sveriges befolkning 2000[*]
2. ↑  Deputații în Parlamentul European